# Estación Paraje el Quince
Paraje El Quince era una estación de ferrocarril del Ramal Ferroviario Cipolletti - Barda del Medio ubicada en el Departamento General Roca, Provincia de Río Negro, Argentina.

## Servicios
Pertenece al Ferrocarril General Roca en su ramal entre Cipolletti y Barda del Medio
No presta servicios de pasajeros desde 1993, sin embargo por sus vías corren trenes de carga, a cargo de la empresa Ferrosur Roca. 

## Historia
Su nombre se debe a que la estación quedaba en el kilómetro 1115. Pero esta tras su abandono en 1993, esta estación fue demolida, por esta razón no hay evidencia fotográfica sobre ella. Actualmente hay una fábrica y un cartel que recuerda que allí se encontraba la estación.

## Ubicación
Se accede desde la Ruta Nacional 151 en el cruce con la Calle 1.